# Far from the Madding Crowd (1915)
Far from the Madding Crowd is een Britse stomme film uit 1915, geregisseerd door Laurence Trimble, met Florence Turner in de hoofdrol. De film is gebaseerd op het gelijknamig boek uit 1874 van Thomas Hardy.

## Verhaal
In het victoriaans Engeland woont de mooie, onafhankelijke en eigenzinnige Bathseba Everdene (Carey Mulligan). Ze heeft drie aanbidders, Gabriel Oak, een schapenboer die in de ban is van haar onafhankelijkheid, Frank Troy, een knappe en roekeloze sergeant en William Boldwood, een welvarende en volwassen vrijgezel. Het verhaal vertelt over de passies en keuzes van Bathseba, haar relaties en liefde voor de drie verschillende mannen.

## Rolverdeling
| Acteur          | Personage           |
| --------------- | ------------------- |
| Florence Turner | Bathseba Everdene   |
| Henry Edwards   | Gabriel Oak         |
| Malcolm Cherry  | William Boldwood    |
| Campbell Gullan | Sergeant Frank Troy |
| Dorothy Rowan   | Lyddie              |